# Anwar al-Awlaki
Anwar al-Awlaki (também pronunciado al-Aulaqi, al-Awlaqi;em árabe: أنور العولقي Anwar al-‘Awlaqī; Las Cruces, Novo México, 22 de abril de 1971 - Iêmen, 30 de setembro de 2011) foi um imame muçulmano estadunidense de origem iemenita. Segundo o Governo dos Estados Unidos, Al-Awlaki esteve envolvido no planejamento de operações terroristas de grupos fundamentalistas islâmicos, como a rede Al-Qaeda no Iêmen, sendo um dos expoentes da al-Qaeda na Península Arábica. al-Awlaki foi morto em 2011 por um veículo aéreo não tripulado (drone) da CIA, a principal agência de inteligência dos Estados Unidos.

## Biografia
Filho de iemenitas, Awlaki nasceu no Novo México, ainda aos 7 anos retornou para Sanaa, mas voltou ao país natal para estudar e se formar em Engenharia na Universidade do Colorado. Nessa época, ele teria se envolvido com radicais islâmicos na luta contra os soviéticos no Afeganistão, mas os Estados Unidos e militantes islâmicos cultivavam uma relação de relativa proximidade e Awlaki chegou mesmo a ministrar uma palestra sobre o Islã no Pentágono.
Três anos após os Ataques de 11 de setembro de 2001, Awlaki decidiu voltar ao Iêmen e começou a lecionar na Universidade al-Iman, mantida por sunitas em Sanaa. Considerado um talentoso orador, começou a recrutar milhares de terroristas nessa instituição. Fluentemente inglês e árabe, costumava também se utilizar as redes sociais da internet para angariar seguidores em favor das causas jihadistas.
Com o aumento da pressão do governo dos Estados Unidos por sua captura, passou a viver escondido após 2007. Awlaki foi alvejado e morto em um ataque de um veículo aéreo não tripulado (drone) dos Estados Unidos, sendo considerado o primeiro cidadão estadunidense morto dessa forma.